# Condado de Amarante
El condado de Amarante es un título nobiliario español concedido el 31 de agosto de 1648 por el rey Felipe IV de España a favor de Juan López de Lemos Sarmiento y Acuña. El título había sido concedido a su padre, Alonso López de Lemos, que falleció luchando contra el enemigo como capitán de caballos antes de que se expidiera el título. La distinción fue concedida «en consideración de lo que me sirvió don Alonso de Lemos y de la calidad de su casa».

## Denominación
La denominación del título hace referencia al lugar de Amarante, en el municipio de Antas de Ulla, en la provincia de Lugo.

## Condes de Amarante
|                        | Titular                                                                        | Periodo                |
| Creación por Felipe IV | Creación por Felipe IV                                                         | Creación por Felipe IV |
| ---------------------- | ------------------------------------------------------------------------------ | ---------------------- |
| I                      | Juan López de Lemos Sarmiento y Acuña                                          | 1648-1653              |
| II                     | Pedro López de Lemos                                                           | 1653-1661              |
| III                    | García Ozores y Sotomayor                                                      | 1661-1712              |
| IV                     | Juana Ozores y Sotomayor                                                       | 1712-1713              |
| V                      | Pedro Arias Ozores                                                             | 1713-1718              |
| VI                     | Constanza Arias Ozores                                                         | 1718-1735              |
| VII                    | Fernando Gayoso Arias Ozores y López de Lemos                                  | 1735-1751              |
| VIII                   | Francisco Javier Gayoso de los Cobos                                           | 1752-1765              |
| IX                     | Domingo Gayoso de los Cobos                                                    | 1765-1803              |
| X                      | Joaquín María Gayoso de los Cobos y Bermúdez de Castro                         | 1803-1849              |
| XI                     | Francisco de Borja Gayoso de los Cobos y Téllez-Girón                          | 1849-1860              |
| XII                    | Jacobo María Gayoso de los Cobos y Téllez-Girón                                | 1860-1871              |
| XIII                   | María Josefa Gayoso de los Cobos y Sevilla                                     | 1871-1908              |
| XIV                    | Ignacio Fernández de Henestrosa y Gayoso de los Cobos                          | 1908-1948              |
| XV                     | María Victoria Eugenia Fernández de Córdoba-Figueroa y Fernández de Henestrosa | 1948-2013              |
| XVI                    | Victoria Elisabeth von Hohenlohe-Langenburg                                    | 2018-actual titular    |

## Historia de los condes de Amarante

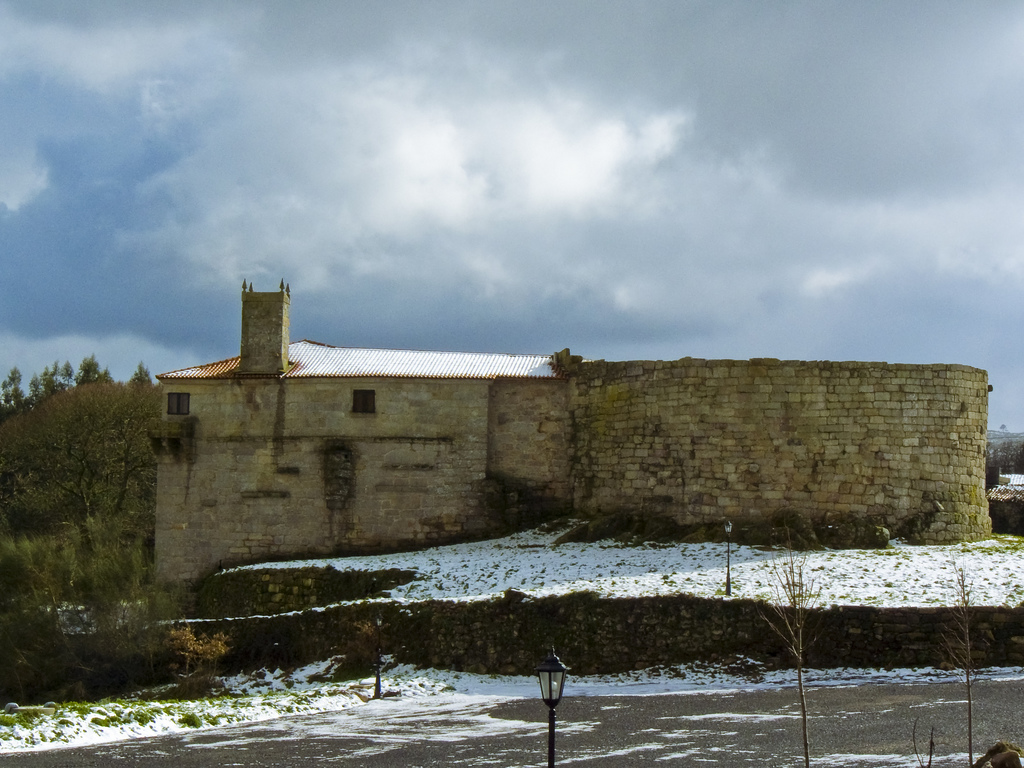
Castillo y pazo de Amarante

- Juan López de Lemos Sarmiento y Acuña (m. 1653), I conde de Amarante, hijo de Alonso López de Lemos (m. 1642), caballero de la Orden de Alcántara, y de su esposa Juana Sarmiento de Acuña, hija de Diego Sarmiento de Acuña, I conde de Gondomar y de Constanza de Acuña y Avellaneda.[4][5] Falleció siendo teniente coronel en Ronches,[5] cerca de Badajoz, «en una escaramuza contra los portugueses» durante la Guerra de Restauración portuguesa.[6]

Casó con Clara María de Ocón Coalla y Córdoba. Sin descendencia legítima, le sucedió su hermano:
- Pedro López de Lemos (m. Monforte de Lemos, 22 de junio de 1661), II conde de Amarante. Era presbítero cuando falleció su hermano y renunció a la carrera eclesiástica.[6]

Casó, en Madrid (Santos Justo y Pastor) el 22 de enero de 1654, con María Francisca de Ocón y Hurtado de Mendoza, marquesa de Miranda de Anta, hija de Antonio Hurtado y de su esposa Clara María de Ocón, la viuda de su hermano mayor. Tuvo un hijo ilegítimo llamado José, no reconocido. Sin descendencia legítima, le sucedió su sobrino materno, hijo de su hermana mayor Constanza López de Lemos, ya fallecida, y de su esposo Fernando Ozores y Sotomayor, señor de Teanes, hijo de García Ozores de Sotomayor y de su esposa y prima Inés de Camba y Ozores.
- García Ozores y Sotomayor (bau. agosto de 1644-29 de mayo de 1712), III conde de Amarante, caballero de la Orden de Alcántara. Militar, participó en el defensa de Galicia frente a Portugal durante la Guerra de sucesión española. Después en 1667 pasó al ejército de Cataluña y en 1673 a Flandes como maestre de campo. Fue gobernador militar de La Coruña en 1680 y después general de artillería en León y gobernador militar de Pontevedra. Fue también gentilhombre de cámara del rey, de su Consejo Supremo de Guerra y teniente general de sus ejércitos.[10]

Contrajo matrimonio, en Madrid el 11 de junio de 1680, con Catalina de Meira y Sarmiento, II marquesa de Valladares. Sin descendencia, le sucedió su hermana:
- Juana Ozores y Sotomayor (m. 5 de marzo de 1713), IV condesa de Amarante.[12]

Casó, en 1665, con Sancho Arias de Ulloa, señor de San Miguel das Penas, de San Esteban de la Mota y de Moreira. Fueron padres varios hijos, entre ellos, Fernando Arias Ozores (m. 1708), el primogénito que fue el I marqués de San Miguel das Penas y la Mota, Pedro Arias Ozores, que sucedió en el condado de Amarante, y Constanza Arias Ozores, que sería la VI condesa de Amarante.
- Pedro Arias Ozores (m. 26 de junio de 1718), V conde de Amarante y destacado militar en Flandes.[13]

Falleció soltero y sin descendencia. Le sucedió su hermana:
- Constanza Arias Ozores (Lugo, 15 de abril de 1669-1737), VI condesa de Amarante[15] y dama de honor de la reina Isabel de Farnesio.[16]

Casó, con el 12 de marzo de 1693, con su primo Andrés de Gayoso y Moscoso (septiembre de 1670-1733), señor de Oca y de Teanes, hijo de Juan de Gayoso y Mendoza y de Urraca María de Moscoso Ozores y Sotomayor. Le sucedió su hijo:
- Fernando Gayoso Arias Ozores y López de Lemos (1697-Valladolid, 28 de octubre de 1751), VII conde de Amarante, II marqués de San Miguel das Penas y la Mota[18] y señor de Oca y de Teanes.

Contrajo matrimonio, en 1729, con María Josefa de los Cobos y Bolaño (m. Madrid, 28 de agosto de 1767), III marquesa de la Puebla de Parga, hija de Tomás de los Cobos y Luna y de María Josefa de Castro Bolaño, II marquesa de la Puebla de Parga. Le sucedió su hijo:
- Francisco Javier Gayoso de los Cobos (m. 25 de febrero de 1765), VIII conde de Amarante[18] y III marqués de San Miguel das Penas y la Mota.[18]

Casó, en 1757, con María Cayetana de Eril Roser (también llamada María Cayetana Vicentelo de Leca y Moncayo), VIII condesa de Eril. Falleció sin descendencia y le sucedió su hermano:
- Domingo Gayoso de los Cobos (Torre de Junqueras, La Puebla del Caramiñal, La Coruña, 3 de octubre de 1736-4 de septiembre de 1803),[20] IX conde de Amarante,[18] IV marqués de San Miguel das Penas y la Mota,[18] IV marqués de la Puebla de Parga, XIV conde de Rivadavia, título heredado de su tío segundo Diego Sarmiento de Mendoza, fallecido en 1776,[21] XI marqués de Camarasa,[22], IX conde de Ricla,[18] XV conde de Castrojeriz[23] estos últimos tres títulos heredados de su tía segunda, Baltasara Teresa de los Cobos (m. Valladolid, 13 de noviembre de 1791),[24] señor de Oca, Teanes, Torés, Cillobre, Caramiñal] Junqueiras, Guitiriz, Baamonte, Saavedra, Ferreiras, Valdeorras, Manzaneda, Mucientes, Sabiote, Canena, Torres, Morón, Villazopeque, Belvibre, Gormáz, Astudillo, La Almunia, Calatorao, Muel, Alfamen, Villafeliche, San Martín de Valvení, etc.

Casó, el 8 de junio de 1771, con Ana Gertrudis Bermúdez de Castro y Taboada (Betanzos, febrero de 1742-Madrid, 30 de diciembre de 1799), hija de Diego Luis Bermúdez de Castro Fajardo y Andrade, señor de la fortaleza de Gondar y del pazo de Montecelo, y de María Ignacia Taboada Mariño y Proaño (1704-1780). Le sucedió su hijo:
- Joaquín María Gayoso de los Cobos y Bermúdez de Castro (La Coruña, agosto de 1778-6 de mayo de 1849),[23] X conde de Amarante,[27] V marqués de San Miguel das Penas y la Mota,[18] V marqués de la Puebla de Parga,[20] XII marqués de Camarasa,[28] XV conde de Rivadavia y X conde de Ricla.[18]

Casó el 21 de diciembre de 1800 con María Josefa Téllez-Girón y Pimentel (m. 11 de noviembre de 1817), hija de los IX duques de Osuna, Pedro Téllez-Girón y Pacheco y María Josefa Pimentel y Téllez-Girón. Le sucedió su hijo:
- Francisco de Borja Gayoso de los Cobos y Téllez-Girón (m. 25 de febrero de 1860), XI conde de Amarante, XIII marqués de Camarasa,[28] XVI conde de Rivadavia, XI conde de Ricla, XVII conde de Castrojeriz, VI marqués de la Puebla de Parga,[29] prócer del reino y senador vitalicio.[30]

Sin descendencia, le sucedió su hermano:
- Jacobo María Gayoso de los Cobos y Téllez-Girón (Santiago de Compostela, 14 de septiembre de 1816-París, 20 de diciembre de 1871), XII conde de Amarante,[32] XIV marqués de Camarasa,[28] XII conde de Ricla,[32] XVIII conde de Castrojeriz, VII marqués de Puebla de Parga,[32] XVII conde de Rivadavia.[33] y senador vitalicio.[28][34]

Contrajo matrimonio, el 30 de junio de 1853, con Ana María del Carmen de Sevilla y Villanueva Sousa (¿? Nueva York-Madrid, 12 de abril de 1866), dama noble de la Orden de las Damas Nobles de la Reina María Luisa en 1854, hija de Jerónimo de Sevilla y León III marqués de Negrón y de María Francisca de Villanueva y Zaldívar, dama noble de la Orden de las Damas Nobles de la Reina María Luisa en 1841. Le sucedió su hija:
- María Josefa Gayoso de los Cobos y Sevilla (París, 19 de mayo de 1855-28 de diciembre de 1908), XIII condesa de Amarante.[31]

Casó, en Madrid el 1 de mayo de 1880, con Narciso de Heredia y Saavedra (m. 1917), III marqués de Heredia. Sin descendencia, le sucedió su sobrino, hijo de su hermana Francisca de Borja Gayoso de los Cobos y Sevilla (Nápoles, 12 de mayo de 1854-Madrid, 2 de abril de 1926), XV marquesa de Camarasa, XIX condesa de Castrojeriz, VIII marquesa de la Puebla de Parga, VII marquesa de San Miguel das Penas y la Mota y XIII condesa de Ricla, y de su esposo Ignacio Fernández de Henestrosa y Ortiz de Mioño, X conde de Moriana del Río y XII marqués de Cilleruelo:
- Ignacio Fernández de Henestrosa y Gayoso de los Cobos (Madrid, 30 de abril de 1880-Los Ángeles, 10 de noviembre de 1948), XIV conde de Amarante,[36] XVIII conde de Rivadavia, XVI marqués de Camarasa, XX conde de Castrojeriz, XIV conde de Ricla,[36] VIII marqués de San Miguel das Penas y la Mota (rehabilitación 1931),[36] III duque de Plasencia.[39]

Casó, en Madrid el 7 de junio de 1918, con Blanca Pérez de Guzmán y Sanjuán. Fueron padres de un hijo, Ignacio Fernández de Henestrosa y Pérez de Guzmán, que falleció antes que su padre sin haber tenido descendencia. Le sucedió su sobrina, hija de su hermana Ana María de los Dolores Fernández de Henestrosa y Gayoso de los Cobos (1879-1939) y de Luis Jesús Fernández de Córdoba-Figueroa y Salabert, XVIII duque de Cardona, XVII duque de Segorbe, etc.:
- María Victoria Eugenia Fernández de Córdoba-Figueroa y Fernández de Henestrosa (Madrid, 16 de abril de 1917-Sevilla, 18 de agosto de 2013), XV condesa de Amarante[41], XVII marquesa de Camarasa,[28] y demás títulos. Le sucedió su bisnieta:

- Victoria Elisabeth von Hohenlohe-Langenburg, XVI condesa de Amarante[42] y demás títulos.[43]